# Логор Доња Градина
Логор Доња Градина који је познат и као Логор VIII јасеновачког система усташких концентрационих логора за масовно истребљење Срба, Јевреја и Рома у НДХ од стране усташких власти под командом Анте Павелића. Логор Доња Градина није био логор у правом смислу, већ главни стратиште у ком су убијани заточеници из логора III Циглана. Оформљен је 1942. године, а био је активан све до завршетка Другог свјетског рата 1945. и слома НДХ.

## Настанак
Послије борби против партизана у јануару 1942. усташе су потпуно овладали простором Градине. Како се Градина налази окружена меандром ријеке Саве, приступ јој је био доступан само са једне стране. У близини није било села, а од њива је била одвојена шумом. Због тога је изабрана за ликвидацију заточеника из логора III Циглана који су скелом превожени на десну обалу Саве. Градина није била само стратише, већ је била и важна за одбрану логора Циглана од козарачких партизана. Због тога је она утврђена бункерима и рововима.
Пред својим бегом, 1945. године, да сакрију траг својим злоделима, усташе су палили мртва телеса и пепео бацали у Саву. Око 2 вагона пепела до данас је остало на обали Саве. Још увек су се налазиле и несагореле лобање и пршљенови. Велики гроб деце, које су усташе побиле на „Лиману“, омладина је, нашавши им кости на обали, покопала у заједнички гроб.“ (Сарајево 1975).
Налази се на обали реке Саве у Доњој Градини, Република Српска, прекопута логора Јасеновца, близу ушћа реке Уне у Саву. Када се пређе из Јасеновца у Славонији преко моста на Сави и Уни у Републику Српску, одмах лево на југоисток започиње атар Босанске Градине, који захвата око 125 хектара површине, тј. цео простор велике окуке Саве (наспрам села Кошутарице, испод Јасеновца).
Градина и није била логор у правом смислу те речи, већ само масовно јасеновачко стратиште, тј. „прихватни логор“ док усташе не побију многобројно српско становништво доведено из Поткозарја и других крајева НДХ.
То је, у пространој шуми, било место за директне ликвидације довођених затвореника, који су или превођени из Логора III у Јасеновцу или, по хватању на терену, у колонама одмах вођени на губилиште у Градину. Јер, услед великог броја стално пристижућих колона људи, усташе су их одмах усмеравали на погубљење и закопавали их у Градину. У Градину су довођени најпре ухапшеници из насеља преко Саве, а затим су довођени Срби Републике Српске из Поткозарја и Босанске Крајине, где су од усташког терора опустела читава села и српски крајеви. Само у лето 1942. године испражњено је и опустошено око 140 српских поткозарских села, а народ је довођен у концентрациони логор Јасеновац и друге логоре (Церовљане код Босанске Дубице, Млаку и Јабланац, Стару Градишку, Новску, Приједор). Тада је утамничено у Јасеновац и друге околне логоре око 68.500 Срба Козарчана, међу којима је било 23.850 деце, узраста од колевке до 15 година.
По шумама и пољима Доње Градине, на страни реке Саве у Републици Српској, усташе су извршиле најмасовнија убијања Срба, тако да је Градина у ствари највећа масовна гробница Јасеновца, или тачније то је низ од око 50 масовних гробница.

Др Никола Николић (у књизи Јасеновачки логор смрти) о томе говори:
„Усташе су изабрале Градину за масовне покоље из много разлога, од којих су најважнији били осамљеност, добра природна заштита и неприступачност страним лицима. Надалеко није било насеља, њиве су биле опкољене врбовим шибљем и шумом, а са три стране је Градина била потпуно неприступачна: од стране Јасеновца (сјеверно) дијелила је Сава, од стране Уштица Уна, а од стране Кошутарице опет Сава, која ту прави нагли заокрет од сјевера ка југоистоку. Градина је изгледала као право полуострво. Са стране села Драксенића и Међеђе усташе су се заштитиле од партизана појасом ровова, вучјих јама, читавим низом бункера и караула. Из логора Јасеновац могло се лако прећи у Градину скелом (преко Саве). У овој пустињи могло се несметано убијати хладним оружјем, а да нитко и не помисли шта се тамо догађа, па шта више, кад би жртва и јаукнула колико год би могла, нико не би могао ништа чути. У томе је лежала тајна те страшне Градине. Убијало се хладним оружјем да се не би чули пуцњи. Ријетко би на насипу (Саве) убијали појединце из револвера.
Народ одређен за ликвидацију, довођен је пешке или возом у „Гај“, који се налази пред самим логором. Ту би заточеници мирно чекали скелу. Мали путељак („стаза смрти“) водио је до саме воде Саве, до скеле. Скела је била обични дрвени сплав, од око 6 метара ширине и 16 метара дужине, а био је превожен дебелим жељезним ужетом до чврстих бетонских постамената на једној и другој обали. Скела је превозила 150 до 200 људи, које би одмах на другој страни прихватале усташке патроле и водиле их „путем јаука“, у правцу између Уне и заокрета Саве, насупрот Кошутарице, код „тополе фра Сатане“. Прве су покоље вршили на том месту. Ту се још и данас налази 115 гробница. Усташе су трактором 1945. године преорале те некрополе, да би сакрили трагове тих масовних злочина.
Када би приспела (у логор Јасеновац) омања група у току дана, око 200 до 400 људи — мушкараца, жена и деце, или када би се морало, због помањкања егзекутора или ископавања рака, одгодити ликвидацију за један дан, тада би жртве затварали у кући Пере Вукића, чије је двориште, са 5-6 шљива, било ограђено бодљикавом жицом и чувано од стране усташких стража. Често су заточеници видели у том грозном дворишту скупине мале дјеце и жена, како укочени од страха чекају смрт, коју су могли само наслућивати. Из те су сабласне куће, која је гледала према Сави, тј. према логору, у почетку одводили људе ноћу под „тополу“, усред „поља“, и ту их клали и закопавали, проширујући касније то „гробље“ све дубље и дубље у Градину.
Несретни власник ове куће био је претходно одведен, са женом и троје деце, у Земун, где су му жену и дјецу убили, док је он касније био довезен „возом ужаса“ у Јасеновац и превезен у Градину, управо на место одакле је био пре отеран. Заклан је у „Чалинки“ - комплекс земљишта, у правцу Кошутарице, у Градини, на десној обали Саве, који је био изабран као идеално мјесто за „нема“ масовна убиства“.
Од „Чалинке“ према истоку, управо на заокрету Саве, одакле се у дијагонали, преко Саве, види црква у Кошутарици, налази се најдубље место у Сави, звано „Лиман“. Обала Саве је ту врло стрма, обрасла дрвећем и грмљем, испреплетаним купинама и коровом. Занимљиво је да су ту нашли и дивљу винову лозу. То су место усташе изабрали за бацање живих људи у реку Саву. Већином су ту бацали комунисте, које би по десетак њих везали за шину, дугу око 5-7 метара, од железничке пруге, и гурнули их тако у дубину Саве — „Обала комуниста“. Они нису, наравно, никада испливали из Саве. То је био нови оригинални начин утапања живих људи. Налази великих комада шина, са привезаним котурима с оковима, непобитан су доказ ових неописивих усташких злочина.

## Спомен подручје Доња Градина
Данас је она претворена у национални парк, обрастао шумом, са уређених четрдесет видљивих веома великих масовних гробница, мада је у ствари цело земљиште Доње Градине једна велика, можда и највећа српска масовна Гробница.
Влада Републике Српске је преузела одговорност за уређивање Спомен подручја Доња Градина.

## Број жртава и метод масовних убијања
Према подацима које су сакупили Срби борци из Републике Српске, у Градини је побијено и закопано преко 360.000 људи, што се приближно тачно може утврдити и прорачунима броја масовних гробница и пропорционалног броја костура у њима. Наиме, утврђено је да су усташе у многе дубоко ископане гробнице често „усађивали“ још живе или полумртве људе, тако што су на 1 квадратни метар сабијали усправно по 12 до 15 људи, које су онда маљевима одозго докусуривали. У Градини је вршен и злочин кувања лешева жртава у казанима, од чега су усташе затим правиле сапун, а кости из казана одвозили су вагонетима и изручивали у Саву. Пре неколико година пронађено је тако на више места низ Саву, када је при летњим сушама ниво воде опао врло ниско, неколико великих наслага људских костију у речном муљу и песку. Снимања терена из ваздуха такође су указала на постојање још неоткривених масовних гробница на терену Градине. Темељнија истраживања на терену Босанске Градине, вршена 1960. године, забранила је Титова власт.

## Транспорти логораша
Уочи Светог Саве, 26, јануара 1942. године око 4 сата по подне , усташе су возом спровеле у Јасеновац 495 жена и деце. По њиховој ношњи се могло закључити да су однекуд из Босне. Још исте ноћи су протерани кроз место Јасеновац и пребачени преко залеђене Саве на босанску страну, одведени у село Градину, затворени у једну велику зграду која је одмах запаљена и сви су унутра изгорели. „Ми смо чули силно јаукање жена и деце када су горели. После тога из овог села допирао је смрад од горућих лешева још дуго времена“.
Трећи дан после овога , у осам сати увече однекуд је дотерано 300 жена и деце. Сви су били грађански обучени. И њих су усташе још исте вечери одвеле у Градину, тамо их затвориле у једну кућу и све их спалили. „ И тада се у Јасеновцу чуо јаук из Градине, од несретних жена и деце“.
Фебруара 1942. године усташе су у шест теретних вагона дотерали у Јасеновац 300 сељака из Босне, одмах их превезли преко Саве у село Градину. Тамо су их све маљевима побили а лешеве бацили у једну сељачку шталу па је запалили. 
Међународна комисија за истину о јасеновачком систему усташких логора закључила је у априлу 2009. године да су усташе успјели да у Јасеновцу и Доњој Градини убију више од 700.000 Срба, преко 23000 Јевреја и око 80.000 Рома.

## Злочини у логору Доња Градина у поезији Витомира Николића
На ушћу Уне у Саву,у атару села Градина, прекопута Јасеновца, усташе су прошлог рата убиле маљем или заклале ножем преко 350 хиљада људи, жена и дјеце, углавном из Поткозарја. Сви су они покопани у стотинак мамутских гробница које се данас распознају као болна улегнућа на образу Земље.

## Наслеђе
Витомир Николић је посвјетио пјесму У Градини гроб до гроба жртвама логора.
У Градини гроб до гроба
У Градини гроб до гроба,
а у сваком по град људи,
сто гробова - сто градова
под цвијећем узалудним.
Нит га беру нити косе,
нит његују, нити газе,
нит му вјетри прах разносе,
нит га пчеле обилазе.
Само цвјета, само вене,
само вијек свој вјекује,
да тишином опомене,
да тишином одјекује.
У Градини гроб до гроба,
на два јутра земље плодне
сто гробова, сто градова
од Градине - куд год одем.

## Галерија
- Смерокази ка гробним пољима Тополе, Јасен, Храстови, Кошуте, Тишина.
- Пут око спомен парка-гробља је полукружан.
- Гробно поље Тополе.
- Гробно поље Јасен.
- Посјетиоци приликом обиљежавања 65 година пробоја
- Спомен табле са истакнутим бројем жртава